# Hohenberg-Krusemark
Hohenberg-Krusemark é um município da Alemanha, situado no distrito de Stendal, no estado de Saxônia-Anhalt. Tem 63,39 km² de área, e sua população em 2019 foi estimada em 1.195 habitantes.